# 토모사카 리에
도모사카 리에(ともさか りえ, 1979년 10월 12일~)는 일본의 배우, 가수이다. 취미는 쇼핑, 특기는 스키이다. 1992년 광고 모델로 활동을 시작하고 1996년부터는 가수로 활동을 시작했다. 2009년에는 다시 음악 활동을 시작한다고 발표했다.

## 출연

### 드라마
- 1995년 : 소년탐정 김전일
- 2002년: 로커의 하나코
- 2003년: 돌아온 로커의 하나코
- 2003년: 수박
- 2005년: 아네고
- 2006년: 신은 주사위를 던지지 않는다 - 다케바야시 아키 역
- 2007년: 이번 주 아내가 바람을 핍니다
- 2007년: 돌아온 시효경찰
- 2007년: 섹시 보이스 앤 로보 - 에미리 역
- 2008년: 망나니 엄마
- 2008년: 아츠히메
- 2009년: 나의 여동생
- 2009년: 도쿄DOGS
- 2025년: 여행을 대신해 드립니다 - 사토 하루코 역

### 영화
- 2019년 : 사다코 - 소부에 하츠코 역
- 2024년 : 4월이 되면 그녀는 - 코이즈미 나나 역

## 음반

### 싱글
'도모사카 리에' 이름으로 발매
1. 에스컬레이션 (1996년)
2. 쿠샤미 (1996년)
3. 나이챠이소 (1997년)
4. 후타리 (1997년)
5. 코이시테루 (1998년)
6. 이토시토키 (1998년)
7. 카푸치노 (1999년)
8. 소죠로봇 (2000년)

'사카모토 에리' 이름으로 발매.
1. 스키니낫타라 키린 레몬 (1996년)
2. 돗치데모 IN (1996년)
3. 이나즈마 무스메 (1997년)

### 앨범
|   | 발매일           | 제목                                      | 최고순위 |
| - | ---------------- | ----------------------------------------- | -------- |
| 1 | 1997년 4월 16일  | un                                        | 10       |
| 2 | 1997년 12월 22일 | 사카사마¹ (さかさま)                      | 82       |
| 3 | 1998년 3월 18일  | Live & Remix Rie Tomosaka VS Eri Sakamoto | -        |
| 4 | 1999년 2월 4일   | 무라사키 (むらさき。)                     | 40       |
| 5 | 1999년 10월 8일  | rie tomosaka best                         | 40       |
| 6 | 2009년 6월 24일  | 토리도리 (トリドリ。)                     |          |

¹'사카토모 에리'명의로 발매.